# Maszinkó
A maszinkó etiópiai egyhúros vonós hangszer négyzet vagy rombusz alakú, bőrrel befedett testtel. Az etiópiai dalnokok, az azmarik világi énekeik kíséretére használják.

## Leírása
A maszinkó a nyárslantok közé tartozik, mivel nyaka a testén keresztülhalad, az alsó végpontja szolgál húrtartóként. Teste dobozszerű; sarkára állított rombusz vagy négyzet alakú kávája fából készül, tetején-hátán kecskebőrrel van beborítva, a két bőr a káva mentén körben egymáshoz van varrva. A fából készült nyak a rombusz sarkánál hatol be a testbe, a fejrészén hatalmas, kifelé álló fa hangolókulcs feszíti meg a lószőrből font egyetlen húrt. A felső nyereg hiányzik, a húr a hangolókulcs végétől kiindulva a nyaktól eléggé távol, vele párhuzamosan fut a széles, fordított V alakú húrlábhoz, amit elágazó faanyagból faragnak. A húrláb kétféle módon helyezkedhet el: vagy úgy, hogy egyik talpa a kávára támaszkodik, a másik a bőrre, vagy mindkét talpa a bőr rezonánson van. Az első eset erős, fényes hangot eredményez, a második halk, tompított hangot. A húr végül a testen áthaladó nyak alul kibukkanó végéhez van rögzítve. A vonó pálcája vaskos, erősen ívelt, két vége között gyantázott lószőr feszül.

## Használata
A maszinkót függőlegesen tartva, állva vagy ülve szólaltatják meg. Álló helyzet esetén a zenész a hangszert egy bőrszíjon tartja, ülő helyzetben két térde közé támasztja. Mindkét esetben a hangolókulcs a zenész hóna alatt van, csuklója vagy tenyerének sarka a nyakhoz támaszkodik, ujjait – fogólap használata nélkül – a húrhoz szorítja, hogy különböző hangmagasságokat képezzen. A vonó a húrt a láb fölött öt–hat centiméterrel érinti. A hangok keltésére a játékos nem csak a húr alaphangját, de felsőbb rezgési módjait is felhasználja.
A maszinkót a krar mellett az azmarik, Etiópia félhivatásos dalnokai használják énekük kíséretére. Az ének és a maszinkó szólama heterofonikus kapcsolatban van, a vonós hangszer az énekelt dallam díszített változatát hozza kíséretként. A maszinkó hangja mellett előadott énekek strófikus formájúak, az etióp zene négy leggyakoribb ötfokú hangsora közül leginkább a tezeta, ritkábban az ambassel móduszt használják. A dallamokat és szövegeket a szájhagyomány tartja életben. A maszinkó elsősorban az amharák, a tigrinyák és az oromók körében népszerű, ma is gyakran hallható, élő tradíciót képviselő hangszer.